# Patach
Patach (פַּתָּח) – znak diakrytyczny używany w alfabecie hebrajskim w ramach nikudu. Występuje w formie makrona znajdującego się pod literą. Jeżeli patach występuje pod znajdującą się na końcu wyrazu literą ע (ajin), ח (chet) lub ה (he), to samogłoska a jest wymawiana przed spółgłoską; przykładowo wyraz כֹּחַ (siła) wymawia się nie jako kocha, a jako koach.
Wyróżnia się też chataf-patach, który występuje w formie makrona oraz dwóch kropek wyglądających na dwukropek; taki znak może pojawić się wyłącznie w sylabie otwartej pod literami ע (ajin), ח (chet), ה (he) oraz א (alef).